# パズループ
『パズループ』 (PUZZ LOOP) は、1998年12月に日本のミッチェルから稼働されたアーケード用アクションパズルゲーム。日本国外版のタイトルは『Ballistic』。
渦状のレール上に並んだジュエルストーンに同色の石を射撃して消去するゲーム。全てのジュエルストーンを消去する事でゲームクリア、ジュエルストーンがレールの端まで達するとゲームオーバーとなる。開発は同社が行い、ゲーム・デザインおよびプログラムは赤石昭宏が担当している。
1999年にPlayStationおよびゲームボーイカラーに移植された他、2004年には携帯電話ゲームとして、2008年にはiOS用アプリとして配信された。

## ゲーム内容
フィールド上には色のついたジュエルストーンを発射する砲台と、それを取り囲むように外側から内側に向かってらせん状になったレールが存在する（ステージによってレールの形状は異なる。らせん状でないものや、複数列あるステージも存在する）。発射台はプレイヤーの操作で360度自由に回転させることができ、その方向に任意のタイミングでジュエルストーンを発射することができる。
様々な色のジュエルストーンが一列に連なった状態でレールの上を転がってくるので、それがレールの終端まで達してしまわないよう、ジュエルストーンを消していく。砲台から発射したジュエルストーンがレール上の列に衝突すると、そのジュエルストーンが衝突した部分に挿入される形で列に加わる。同じ色のジュエルストーンを3つ以上連ねると消すことができる。
ジュエルストーンが消されたことによって列がとぎれた場合、その両端に同じ色のジュエルストーンが存在すると、ジュエルストーンの列が後ろにぶつかるまで吸い寄せられる。この際、ぶつかった衝撃で、ジュエルストーンの列全体を少しだけ後退させることができる。ジュエルストーンが吸い寄せられた際に、さらに同じ色のジュエルストーンが3つ以上連なると、連鎖反応が起こり、これらも消すことができる。ジュエルストーンの列を最後まで消しきるとクリアで、逆にジュエルストーンがレールの終端まで達してしまうとゲームオーバーとなる。

## 移植版
| No. | タイトル             | 発売日                                  | 対応機種                        | 開発元     | 発売元                      | メディア                           | 型式                      | 備考             | 出典        |
| --- | -------------------- | --------------------------------------- | ------------------------------- | ---------- | --------------------------- | ---------------------------------- | ------------------------- | ---------------- | ----------- |
| 1   | Ballistic パズループ | 1999年11月 2000年3月16日 2000年10月20日 | PlayStation                     | ミッチェル | インフォグラム カプコン THQ | CD-ROM                             | SLUS-00966 SLPS-02663     |                  |             |
| 2   | Ballistic パズループ | 1999年11月 2000年3月17日                | ゲームボーイカラー              | ミッチェル | インフォグラム カプコン     | 8メガビットロムカセット            | DMG-ALIE-USA DMG-BPZJ-JPN | 通信ケーブル対応 |             |
| 3   | Ballistic            | 2000年7月                               | NUON                            | ミッチェル | VM Labs                     | DVD                                | -                         |                  |             |
| 4   | パズループとことん   | 2004年5月12日                           | ボーダフォンライブ! （Vアプリ） | メトロ     | メトロ                      | ダウンロード （メトロ★パズル工房） | -                         |                  |             |
| 5   | Ballistic            | 2004年10月20日                          | Windows                         | ミッチェル | ミッチェル                  | ダウンロード (GameHouse)           | -                         |                  |             |
| 6   | Ballistic            | INT 2008年8月8日                        | iPhone/iPod touch (iOS)         | ミッチェル | ハドソン                    | ダウンロード                       | -                         |                  | [ 1 ] [ 2 ] |

## スタッフ
アーケード版
- ゲーム・コンセプト：赤石昭宏
- グラフィック・デザイン：m-Nuts、amamoto、SABATO
- プログラム：よしむらみつお、赤石昭宏
- サウンド：Maruyama、、m-Nuts、A.S
- ゲーム・デザイナー：SABATO

PlayStation版
- 原作：赤石昭宏
- グラフィック・デザイナー：m-Nuts、amamoto、A.SABATO、SHIBUYA、SUZUKI、TAKAHASHI
- ムービー・デザイナー：A・SABATO、TAKAHASHI、KATOU
- サウンド・デザイナー：Maruyama、、m-Nuts、A.S
- リード・プログラマー：よしむらみつお、久保賢一朗
- アシスタント・プログラマー：たなかひでお
- サウンド・エンジニア：ASAGIRI SAN
- ゲーム・デザイナー：A.SABATO

ゲームボーイカラー版
- 原作：赤石昭宏
- ゲーム・デザイナー：A.SABATO、かとうえいこ
- アシスタント・ゲーム・デザイナー：M.NISHIKOJI
- アーティスト：かとうえいこ
- サウンド・エンジニア：T.ASAGIRI

## 評価
ゲーム誌『ファミ通』の「クロスレビュー」において、PlayStation版は合計24点（満40点）、ゲームボーイカラー版は合計25点（満40点）となっている。